# 1974 Caupolican
1974 Caupolican (1968 OE) là một tiểu hành tinh vành đai chính được phát hiện ngày 18 tháng 7 năm 1968 bởi C. Torres ngày exposures bởi S. Cofre và himself ở University of Chile, Cerro El Roble Station.